# 佐柿
佐柿（さがき）は、福井県三方郡美浜町の地名。戦国時代に国吉城の城下町として築かれた集落である。 

## 地理
御岳山（御嶽山、おたけやま）の北西麓に立地している。集落の北方には標高60メートルの椿峠があり、天王山（てんのうやま）と御岳山を隔てている。中世末期から近世初頭にかけて、御岳山の小尾根には山城の国吉城が築かれていた。国吉城がある尾根は城山と呼ばれている。
集落内には丹後街道が通っており、集落の北端から南進した後、鉤型に曲がって河原市に向かって西進している。集落の中心には丹後街道が折れ曲がる辻があり、城下町時代には高札場があった。かつて集落の北端には佐柿関所があり、桝形の中にあった冠木門と番所が出入りを監視していた。
地名として岩清水、黒町、中組町、立町、殿町、宮ノ越、本町、南町、野瀬町、町分、山ノ神、城下、馬場下、旭谷、川上がある。

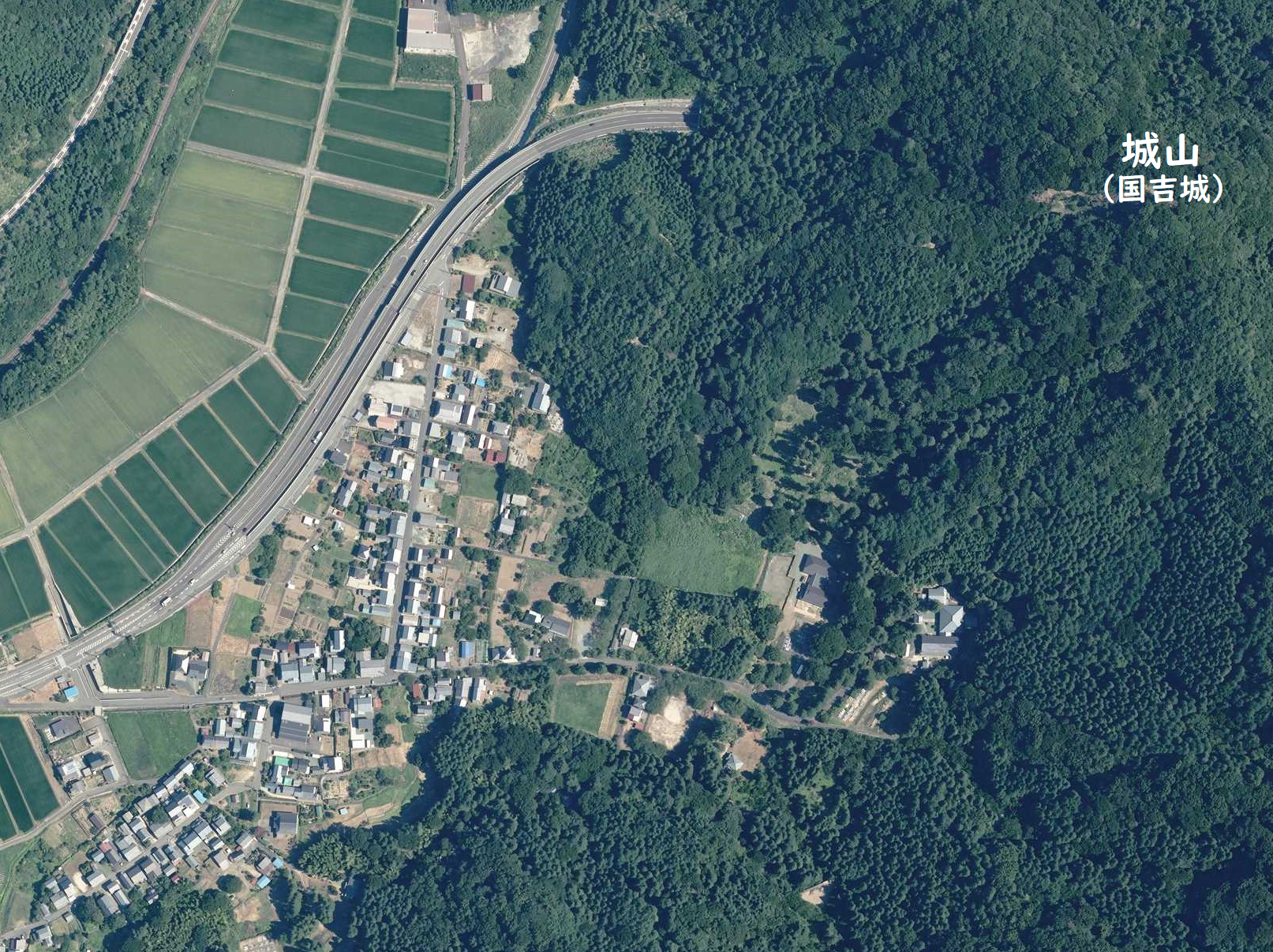
佐柿の集落と城山（国吉城）

## 歴史

### 中世・近世

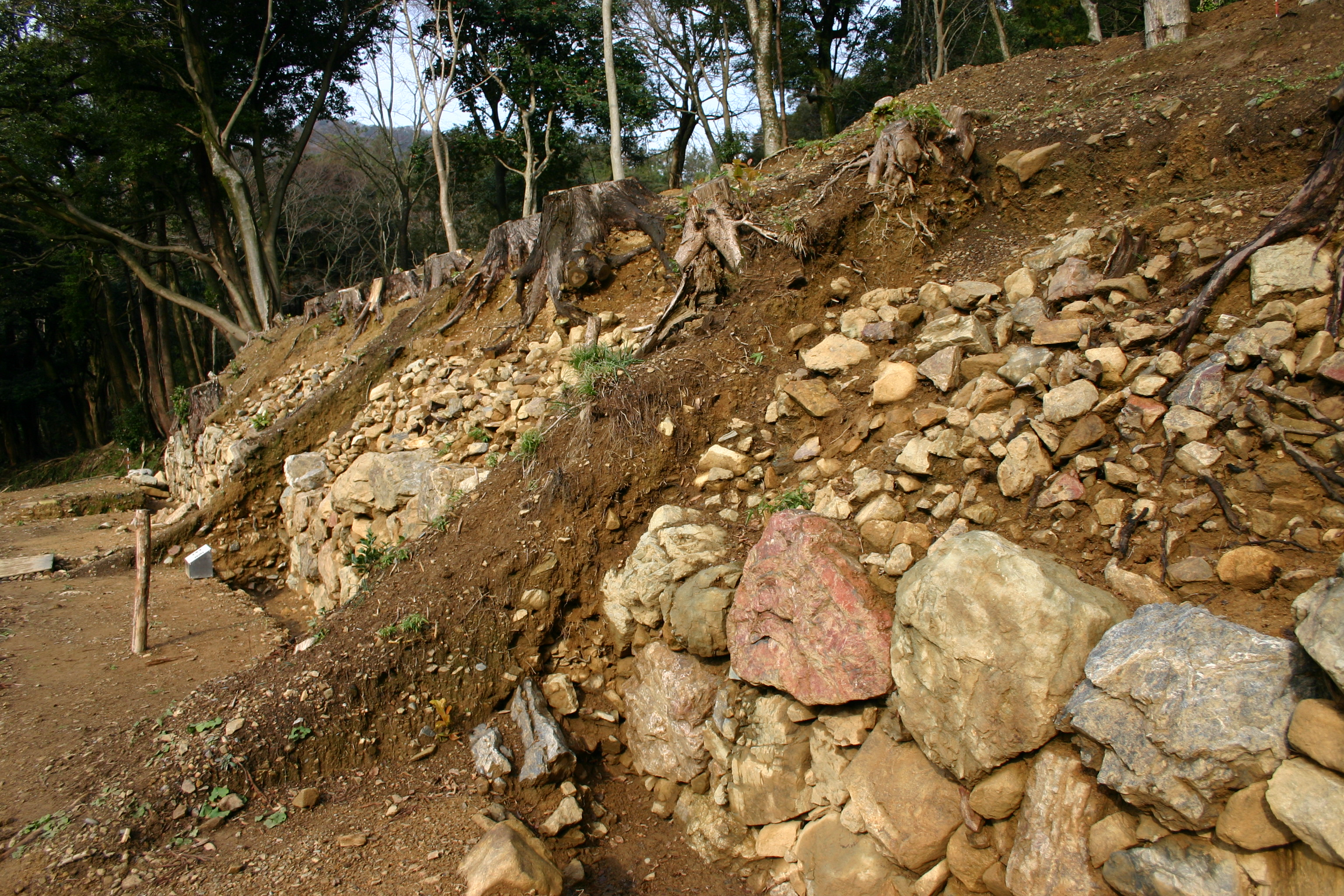
国吉城の居館の石垣

佐柿集落の東側には御岳山があり、弘治2年（1556年）には粟屋勝久が御岳山に国吉城を築城した。粟屋勝久は若狭国守護大名で武田氏重臣だった武将であり、国吉城主として何度も越前朝倉氏の軍勢と戦った。
天正11年（1583年）、木村常陸介重滋は豊臣秀吉から国吉城と耳庄と山東庄を与えられ、国吉城城下町として佐柿の町づくりを開始した。間口割制の敷地割を行い、街道に沿った間口は分限で定められた。諸役の免除などもあり、約100戸の集落になった。
江戸時代の三方郡佐柿村は小浜藩領だった。寛永11年（1634年）に酒井忠勝が小浜城に入封すると、佐柿村の字旭谷に陣屋が設置されて奉行が置かれた。村高は「正保郷帳」によると724石余、「天保郷帳」によると725石余、「旧高旧領」では732石余。陣屋に併置された女留番所では婦女の出国が取り締まられている。

### 近代・現代

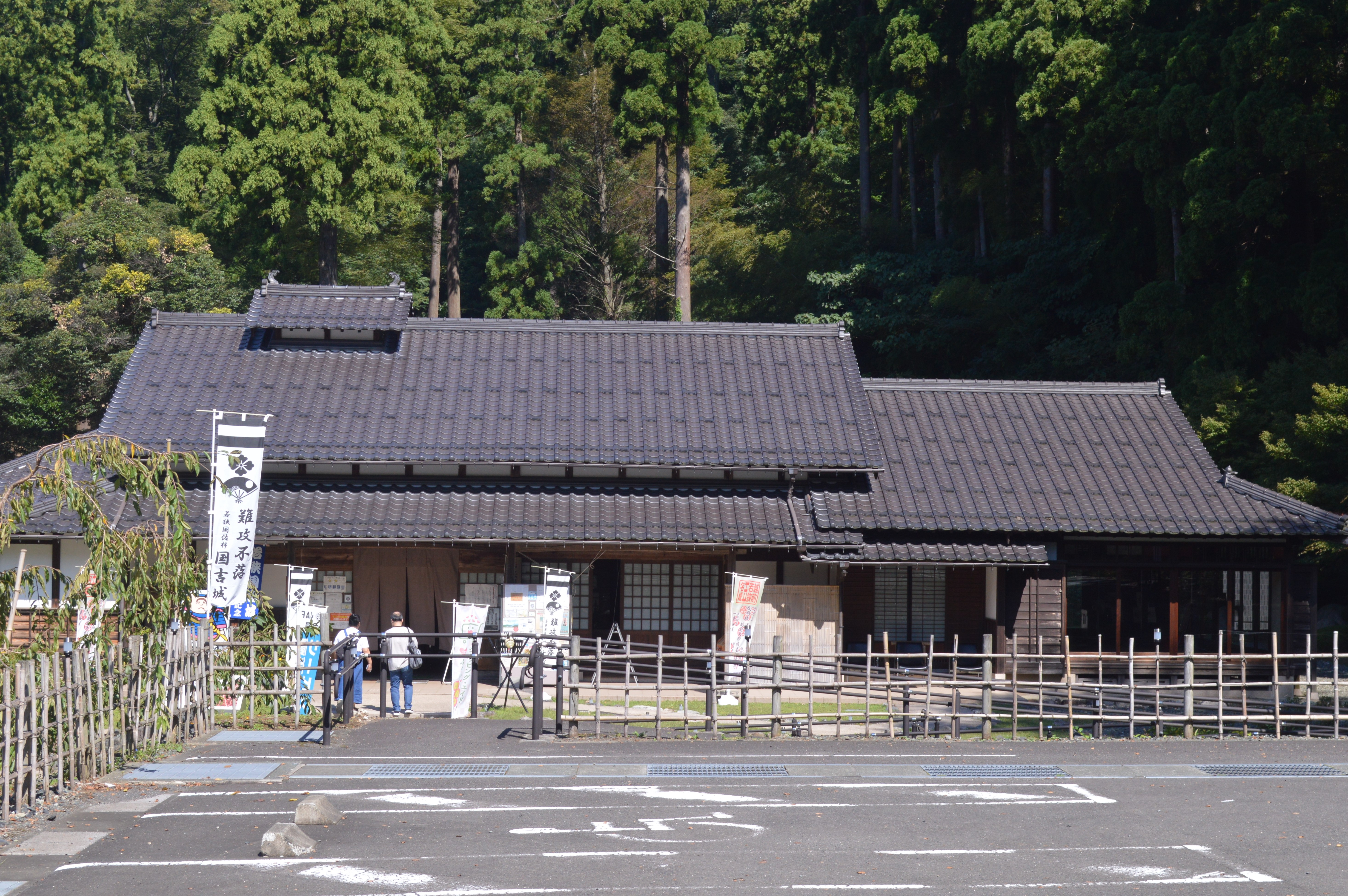
若狭国吉城歴史資料館

廃藩置県によって1871年（明治4年）には小浜県の所属となり、その後は敦賀県や滋賀県の所属を経て、1881年（明治14年）に福井県の所属で落ち着いた。1889年（明治22年）に町村制が施行されると三方郡耳村が発足し、耳村の大字として佐柿が設置された。1891年（昭和24年）時点の戸数は113戸、人口は523人だった。
1872年（明治5年）には佐柿に要道小学校が開校しているが、1886年（明治19年）に河原市村に尋常科弥美小学校が開校すると、要道小学校は弥美小学校に統合されている。1879年（明治12年）には佐柿に三方郡役所が置かれたが、1886年（明治19年）には三方村に移転した。かつては敦賀警察署佐柿分署も置かれていたが、1887年（明治20年）には三方村に移転している。
1954年（昭和29年）には合併によって美浜町が発足し、美浜町の大字として佐柿が設置された。1955年（昭和30年）時点の戸数は75戸、人口は342人だった。
2009年（平成21年）には若狭国吉城歴史資料館が開館した。

## 名所・旧跡・観光スポット
- 国吉城 - 標高197メートルの城山にある山城であり、若狭国守護大名の粟屋勝久が戦国時代に築いた[2]。続日本100名城。美浜町指定史跡。
- 若狭国吉城歴史資料館（旧田辺半太夫家住宅） - 国吉城址と佐柿の町並みを紹介する施設。主屋は江戸時代後期に豪農屋敷として建築され、座敷は佐柿町奉行所として建築された[4]。2009年（平成21年）に移築されて資料館が開館した[4]。国の登録有形文化財[4]。

### 日吉神社
- 祭神：大山咋命（おおやまくいのみこと）[5]
- 創建：704年（慶雲元年）4月14日創建（『晋光山記』に依る）[5]。
- 由来：土地の産土神が和爾部神であり、当初の祭神は和爾部の祖を祀った[5]。889年（寛平元年）、近江国坂本山王宮の御分霊を分祀、山王大権現（山王社、山王神）と称した[5]。
- 本殿：一間社造り社殿[5]。
- 拝殿：1902年（明治35年）、佐柿出身の実業家、山本直成（やまもとなおしげ）が拝殿を建立した[6]。桁間9間、梁間2間、切妻造り、桟瓦葺き、中央一間分を唐破風付き馬道とする[5]。

### 寺院

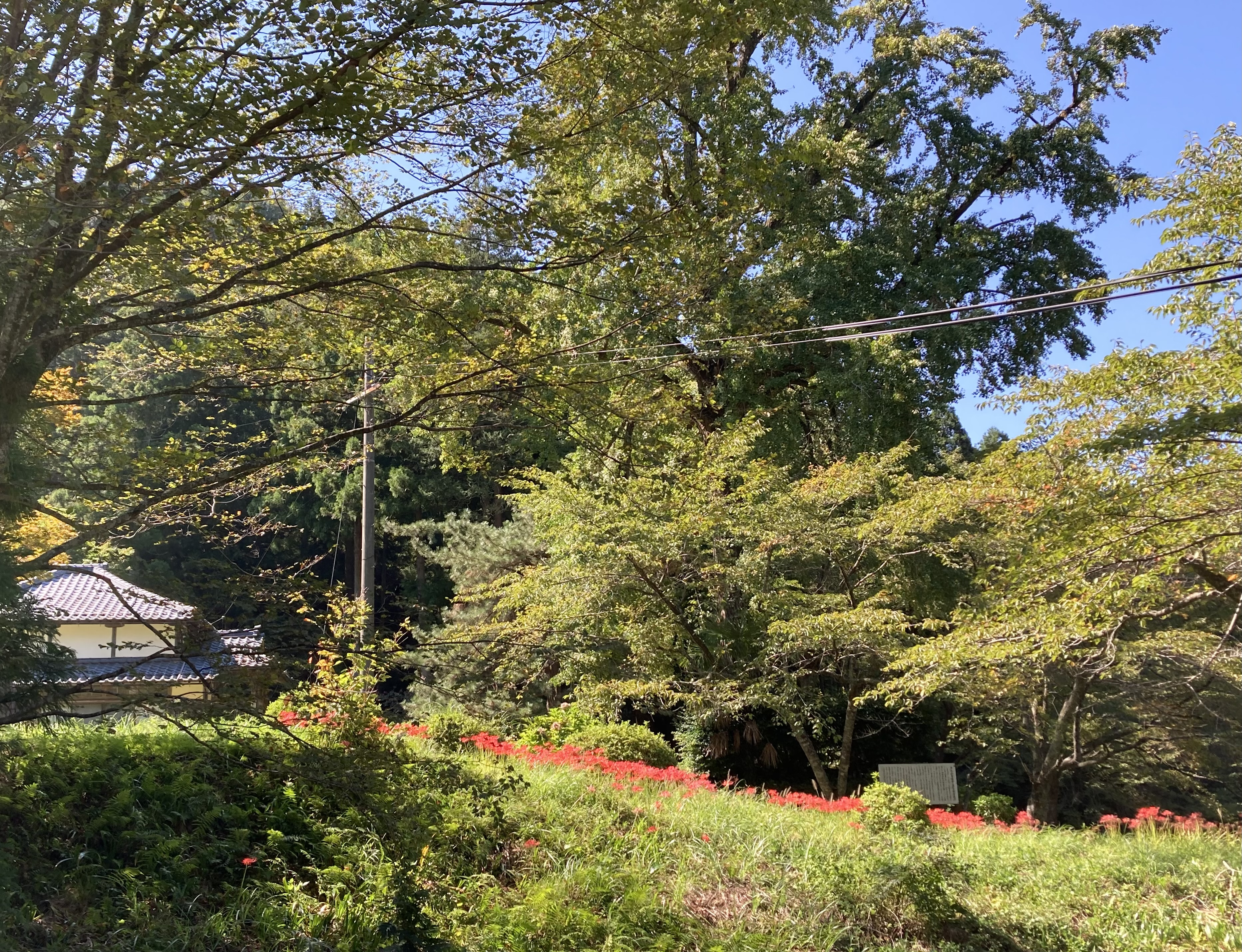
青蓮寺の本堂と大イチョウ

- 徳賞寺 - 曹洞宗の寺院。山号は陽光山。永禄6年（1563年）に粟屋勝久が、徳賞庵を徳賞寺としたとされる。寛永年間（1624年 - 1644年）に焼失し、宝永年間（1704年 - 1710年）に再建された[7]。
- 青蓮寺 - 古義真言宗の寺院。山号は青蓮寺[8]。木造観音菩薩立像は国の重要文化財[9][4]。鎌倉時代末期頃に製作されたと考えられる五百体愛染明王図は福井県指定文化財[4]。小浜藩第2代藩主の酒井忠直が植えたと伝えられる大イチョウは美浜町指定天然記念物[9][4]。涅槃図・不動明王図・十六善神図は美浜町指定文化財[4]。青磁浮牡丹皿は美浜町指定文化財[4]。
- 圓行寺 - 浄土真宗本願寺派の寺院。弘化2年 - 5年（1845年 - 1848年）に小畑家の先祖の寄進でつくられた。若狭では数少ない真宗本堂の遺構である[10]。
- 光称寺 - 浄土宗の寺院。山号は大原山[11]
- 了賢寺 - 真宗大谷派の寺院。山号は寿光山[12]。
- 福寿院 - 曹洞宗の寺院。山号は無両山[11]。徳賞寺の末寺[13]。

### 小畑家住宅

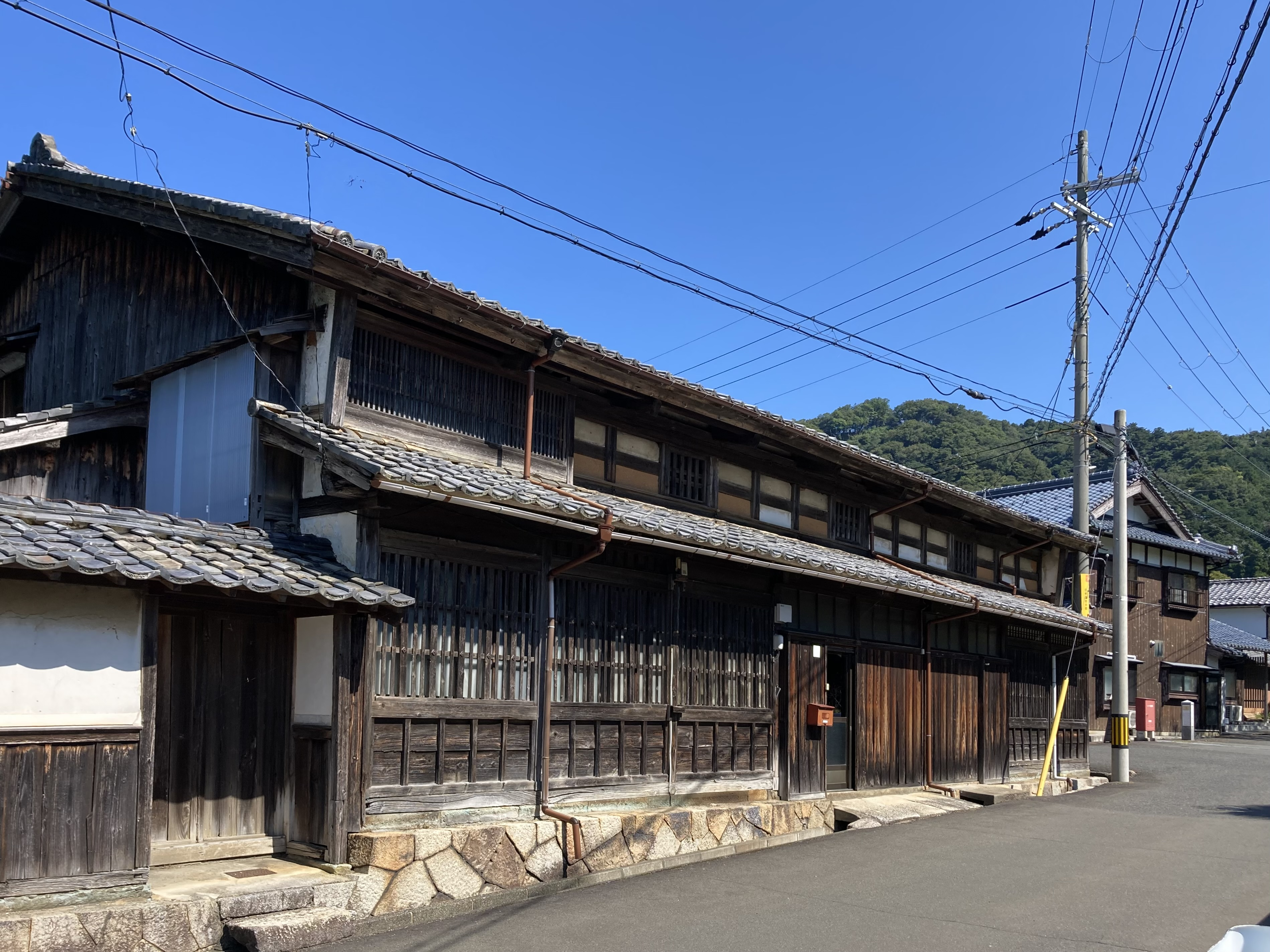
小畑家住宅

小畑家住宅が建築されたのは江戸時代に遡り、福井県でも数少ない大規模な町家の遺構である。1階表側や内部に改造の跡が見られるが、創建当初の状態も随所に残している。2階が低い厨子2階になっている。佐柿の家並みや景観にとって最も中核的な役割を果たしているといえる。
小畑家住宅は佐柿のほぼ中央に位置し、丹後街道が鉤の手に折れる角地の広い一角を占める。表間口は8間半ある大規模な町家で、表構えもよく整っている。
鬼瓦の一つに弘化3年（1846年）の銘があることから、それ以前から建っていたとみることができる。
かつては造酒屋で、現在も随所にその特徴を見ることができる。

### 高札場跡

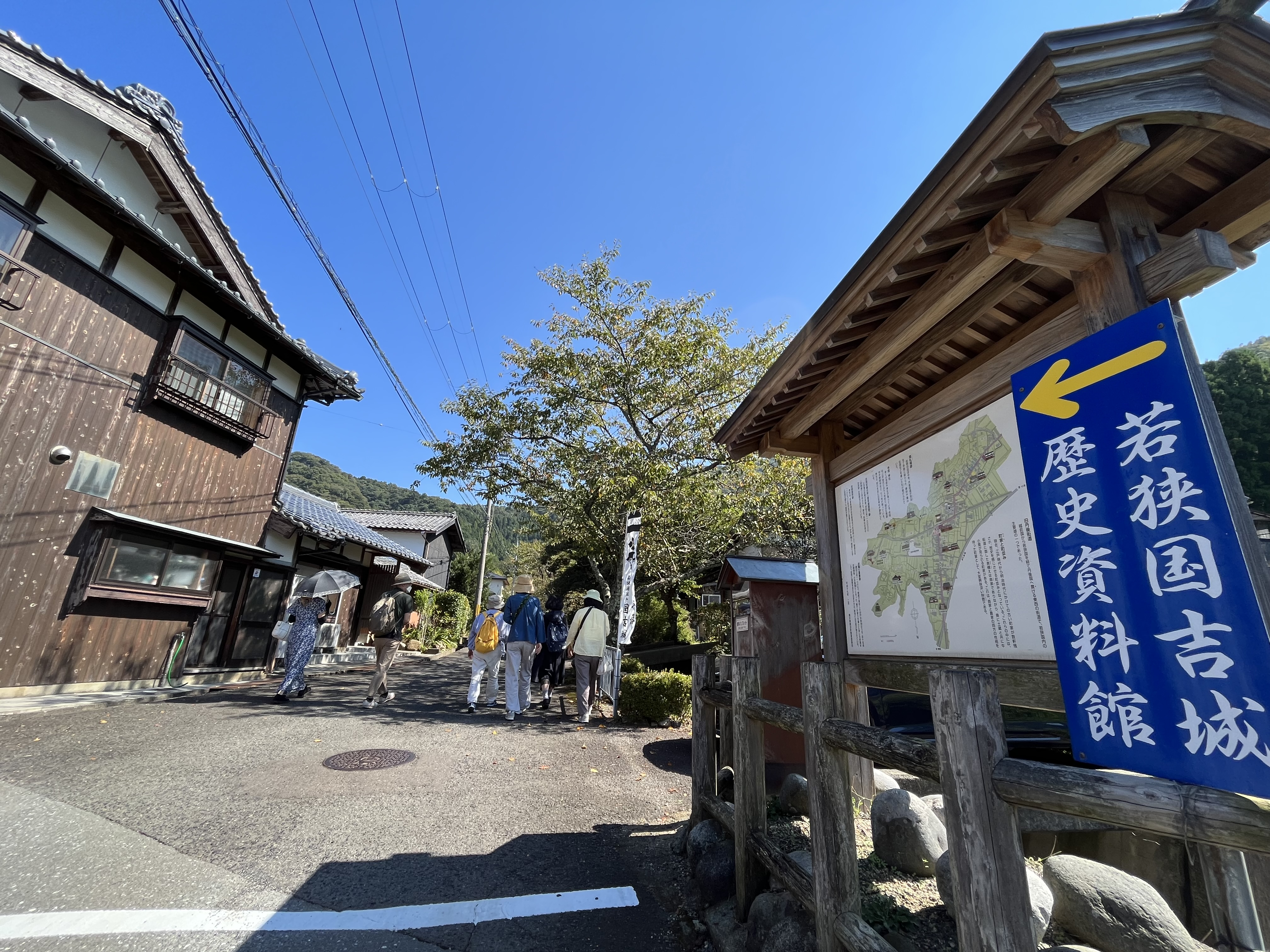
高札場跡

高札場は城下町時代の佐柿の町で最も人通りが多い場所で、小畑家住宅がある辻に立っていた。江戸幕府や小浜藩の定書きや伝達などを書いた木札を掲げるために設けられた。現在は近くに高札場を模した佐柿の町並みの説明版が立っている。

### 准藩士屋敷跡

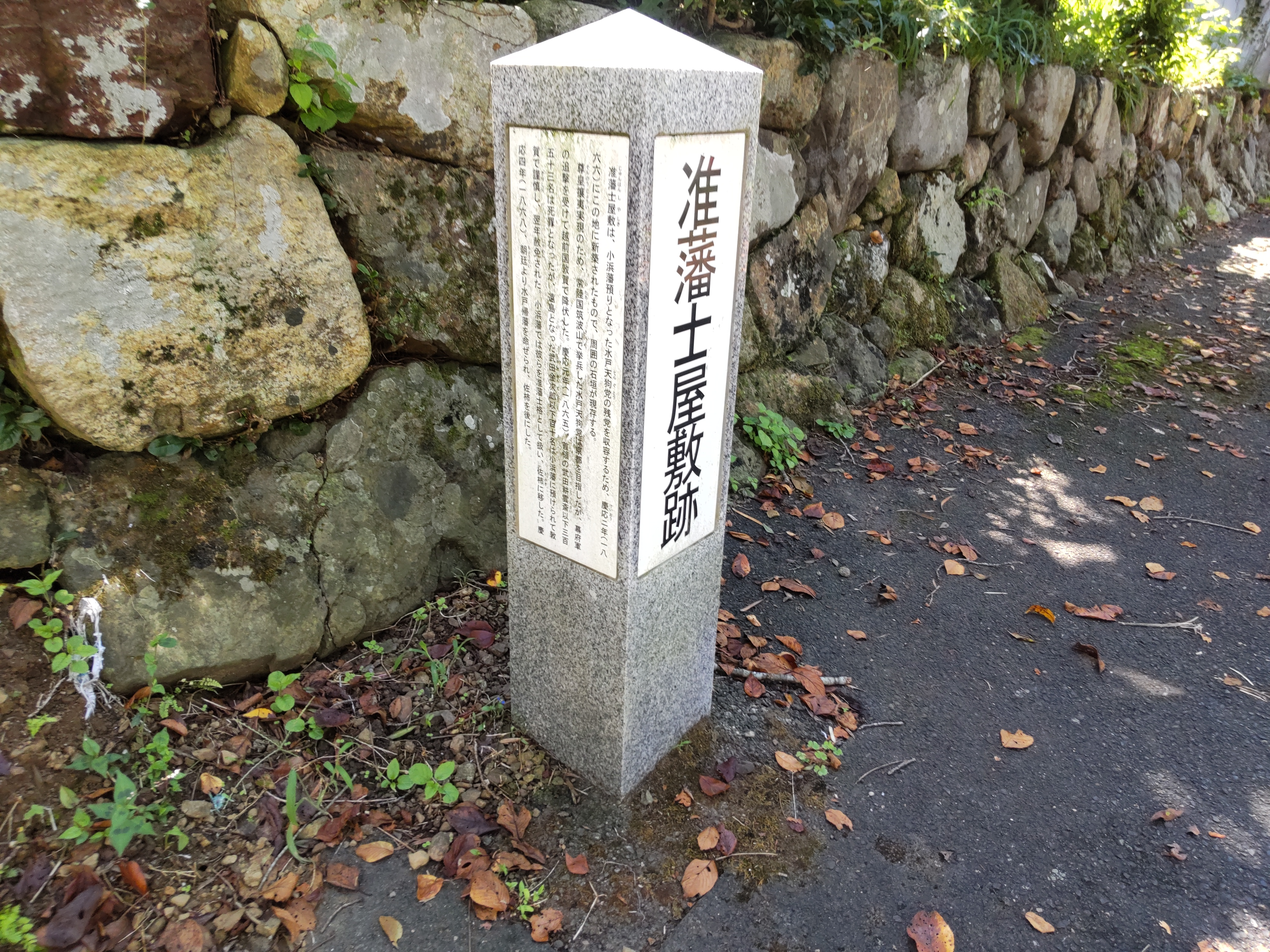
准藩士屋敷跡の標柱

元治元年（1864年）に常陸国で挙兵した水戸天狗党は、越前国敦賀で幕府に降伏し、首領武田耕雲斎以下353名が処刑されたが、遠島を申し付けられた武田金次郎ら110名余は、小浜藩に預けられた。慶応2年（1866年）5月にはその罪がゆるされて小浜藩の准藩士として取り扱われ、さらに翌3年5月には敦賀永厳寺から佐柿に移された。佐柿には「将校屋敷一棟、士族長家四棟、役署一棟、牢家一棟」が新築されたとされ、翌1868年（明治元年）3月に水戸藩へ帰るまで居住した。准藩士屋敷が建てられたのは、丹後街道から佐柿奉行所へ上る坂の途中である。